# Église Saint-Poncy de Saint-Poncy
L'église Saint-Poncy est une église catholique située dans la commune de Saint-Poncy, dans le département du Cantal, en France.

## Historique
En 1070, Géraud d'Ussel a offert l'église à l'abbaye de Pébrac. Lors de la division de l'évêché d'Auvergne en 1317, elle a été rattachée au diocèse de Saint-Flour.
L'église est inscrite au titre des monuments historiques par arrêté du 24 mai 1944.

## Description
C'est une modeste construction de style roman, composée d'une nef à trois travées avec des bas-côtés, à l'exception de la travée occidentale, ainsi qu'un chœur comprenant une travée droite et une abside en forme de demi-cercle.